# 尾崎未来
尾崎 未来（おざき みらい、2月4日 - ）は、日本の漫画家。女性。既婚。成人向け漫画雑誌で活動する。
代表作は『The Grat Escape』と『放課後ラブモード』。

## エピソード
- コミックマーケットにはほぼ毎回サークル参加。本人もよく参加している。ネタはあいちゃんシリーズを始めとするオリジナル創作が主であるが、過去には『美少女戦士セーラームーン』ネタでも数多くの同人誌を出していた。

## 作風
- 特に近作では、登場人物に豊満な女性が多い。
- 絵の線が細く女性向け漫画風のタッチ。

## 作品リスト

### 単行本
- 『NA NA NA』 1994年5月12日、コスミックインターナショナル〈バナナコミックス〉、ISBN 4-88532-332-0
  - 『NA NA NA』 1997年9月20日、シュベール出版〈シュベール文庫〉、ISBN 4-88332-440-0 ※文庫版
- 『BOY MEETS GIRL』 1996年11月20日、コアマガジン〈ホットミルクコミックス〉、ISBN 4-87734-090-4
- 『ピーチが爆発』 1997年10月25日、茜新社〈アカネコミックス〉、ISBN 4-87182-264-8
  - 『ピーチが爆発 尾崎未来作品集』 2003年3月20日、大都社〈ダイトコミックス〉、ISBN 4-88653-765-0 ※復刻版
- 『TO・KI・ME・KI』 1999年4月16日、コアマガジン〈ホットミルクコミックス〉、ISBN 4-87734-260-5
- 『BOY MEETS GIRL 2』 2000年3月16日、コアマガジン〈ホットミルクコミックス〉、ISBN 4-87734-342-3
- 『365☆SUPER COLOR』 2002年8月12日（2002年7月31日発売[3]）、コアマガジン〈メガストアコミックスペシャル002〉、ISBN 4-87734-569-8
  - 『365☆SUPER COLOR +PLUS』 2008年8月9日[3]、コアマガジン〈ホットミルクコミックス272〉、ISBN 978-4-86252-450-8
- 『The Great Escape 初回限定版』 2006年10月25日[3]、コアマガジン〈ホットミルクコミックス225〉、ISBN 4-86252-064-2 ※特製シール付
  - 『The Great Escape 普及版』 2007年1月30日（2007年2月5日発売[3]）、コアマガジン〈ホットミルクコミックス231〉、ISBN 978-4-86252-122-4
- 『The Great Escape2 初回限定版』 2008年3月25日[3]、コアマガジン〈ホットミルクコミックス262〉、ISBN 978-4-86252-361-7 ※特製ミニカレンダー付
  - 『The Great Escape2 普及版』 2009年7月31日[3]、コアマガジン〈ホットミルクコミックス301〉、ISBN 978-4-86252-687-8
- 『ラブ♡カテゴリー』[4] 2008年12月25日、ワニマガジン社〈ワニマガジンコミックススペシャル〉、ISBN 978-4-86269-069-2
- 『The Great Escape3 初回限定版』 2010年10月30日[3]、コアマガジン〈ホットミルクコミックス331〉、ISBN 978-4-86252-932-9 ※特製携帯クリーナー付
- 『The Great Escape4 初回限定版』 2013年10月31日[3]、コアマガジン〈ホットミルクコミックス397〉、ISBN 978-4-86436-553-6 ※特製コースター付
- 『秘密 The Great Escape』 2015年9月30日[3]、コアマガジン〈ホットミルクコミックス423〉、ISBN 978-4-86436-835-3
- 『放課後ラブモード』 2017年8月10日[5]、コアマガジン〈ホットミルクコミックス〉、ISBN 978-4-86653-080-2
- 『The Great Escape5』 2018年6月29日[6]、コアマガジン〈ホットミルクコミックス〉、ISBN 978-4-86653-201-1
- 『放課後ラブモード2』 2019年6月28日[7]、コアマガジン〈メガストアコミックス〉、ISBN 978-4-86653-329-2

### 同人誌
オリジナル作品（発行日「タイトル」 / サークル名 / 内容）
- 1993年1月31日 「NANANA2」（SAILOR Q2 / NA NA NAシリーズ）
- 1997年8月15日 「YOU AND ME MAKELOVE」（完全犯罪 / 兄妹相姦シリーズ）
- 1997年12月28日 「CHIKI CHIKI」（BEAT-POP&完全犯罪 / オリジナル）
- 1998年8月14日 「YOU AND ME MAKELOVE 2ND」（完全犯罪 / 兄妹相姦シリーズ）
- 1998年12月29日 「ドゥビドゥバディスコフィーチャリングウィズサー・サイコ・セクシー」（BEAT-POP / LOVE×2本シリーズ）
- 1999年11月3日 「YOU AND ME MAKELOVE SWEET VERSION」（BEAT-POP&完全犯罪 / 兄妹相姦シリーズ）
- 1999年12月25日 「YOU AND ME MAKELOVE 3RD」（完全犯罪 / 兄妹相姦シリーズ）
- 2000年8月11日 「ドゥビドゥバディスコフィーチャリングウィズサー・サイコ・セクシー2」（BEAT-POP / LOVE×2本シリーズ）
- 2000年12月29日 「YOU AND ME MAKELOVE 4TH」（BEAT-POP / 兄妹相姦シリーズ）
- 2001年8月10日 「YOU AND ME MAKELOVE 1-2」（BEAT-POP / 兄妹相姦シリーズ総集編）
- 2001年8月10日 「ドゥビドゥバディスコフィーチャリングウィズサー・サイコ・セクシー3」（BEAT-POP / LOVE×2本シリーズ）
- 2001年12月29日 「YOU AND ME MAKELOVE 5TH」（BEAT-POP / 兄妹相姦シリーズ）
- 2002年6月30日 「インスタント刹那主義」（BEAT-POP / あいちゃんシリーズ）
- 2002年8月9日 「POP☆LIFE」（BEAT-POP / オリジナル）
- 2002年12月28日 「NANANA1～3総集編」（BEAT-POP / NA NA NAシリーズ）
- 2002年12月28日 「YOU AND ME MAKELOVE 6TH」（BEAT-POP / 兄妹相姦シリーズ）
- 2003年4月29日 「The Great Escape」（BEAT-POP / あいちゃんシリーズ）
- 2003年8月15日 「ドゥビドゥバディスコフィーチャリングウィズサー・サイコ・セクシー4」（BEAT-POP / LOVE×2本シリーズ）
- 2003年12月28日 「YOU AND ME MAKELOVE CUTIE VERSION」（BEAT-POP / 兄妹相姦シリーズ）
- 2003年12月29日 「YOU AND ME MAKELOVE 7TH」（BEAT-POP / 兄妹相姦シリーズ）
- 2004年8月13日 「先天性刹那症」（BEAT-POP / あいちゃんシリーズ）
- 2004年8月13日 「ドーテイ オムニバス」（BEAT-POP / 単行本未収録商業作品集）
- 2004年12月29日 「その少女ふしだらにつき」（BEAT-POP / あいちゃんシリーズ総集編）
- 2005年8月14日 「ドーテイ オムニバス2」（BEAT-POP / 単行本未収録商業作品集）
- 2006年4月23日 「PEACH TIME」（BEAT-POP / 単行本未収録商業作品集）
- 2006年8月11日 「刹那的妄想少女」（BEAT-POP / あいちゃんシリーズ）
- 2006年8月12日 「YOU AND ME MAKELOVE Pretty VERSION」（完全犯罪 / 兄妹相姦シリーズ）
- 2006年12月31日 「LOVE MIRACLE☆ SPLASH!」（BEAT-POP / あいちゃんシリーズ）※フィギュア付
- 2007年8月18日 「The Great Escape XXX」（BEAT-POP / あいちゃんシリーズ）
- 2007年8月18日 「YOU AND ME MAKELOVE 8TH」（完全犯罪 / 兄妹相姦シリーズ）
- 2007年8月18日 「ドーテイ オムニバスDX-Comprate!」（BEAT-POP&完全犯罪 / 単行本未収録商業作品集）
- 2007年12月29日 「新興宗教少女狂」（BEAT-POP / あいちゃんシリーズイラスト集）
- 2008年8月15日 「KISS HUG」（BEAT-POP / あいちゃんシリーズ）
- 2008年12月29日 「HONEY CATS」（BEAT-POP / あいちゃんシリーズ他、オムニバス短編集）
- 2009年8月14日 「SOU-JYUKU」（BEAT-POP / あいちゃんシリーズ）
- 2009年12月29日 「FUSHIDARA vs YOKOSHIMA」（BEAT-POP / あいちゃんシリーズ）
- 2010年12月29日 「FUSHIDARA vs YOKOSHIMA 2」（BEAT-POP / あいちゃんシリーズ）
- 2011年8月12日 「FUSHIDARA vs YOKOSHIMA 3」（BEAT-POP / あいちゃんシリーズ）
- 2011年12月29日 「YOU AND ME MAKELOVE 9TH」（完全犯罪 / 兄妹相姦シリーズ）
- 2012年8月11日 「秘密」（BEAT-POP / あいちゃんシリーズ）
- 2012年12月29日 「秘密 2」（BEAT-POP / あいちゃんシリーズ）
- 2012年12月29日 「YOU AND ME MAKELOVE Final」（完全犯罪 / 兄妹相姦シリーズ）

二次創作作品（発行日「タイトル」 / サークル名 / 元ネタ）
- 1993年7月25日 「男のロマン～キノコパワー～」（SAILOR Q2 / セーラームーン）
- 1993年10月17日 「くるくる少女」（SAILOR Q2 / セーラームーン）
- 1993年8月16日 「だっこしてチョ」（SAILOR Q2 / セーラームーン）
- 1993年11月14日 「ペケペケ」（SAILOR Q2 / セーラームーン）
- 1993年12月29日 「先天性怠惰症」（SAILOR Q2 / セーラームーン）
- 1994年2月06日 「あやかりたい'65」（SAILOR Q2 / セーラームーン）
- 1994年8月8日 「有害」（SAILOR Q2 / セーラームーン）
- 1994年11月27日 「4946」（SAILOR Q2 / セーラームーン）
- 1994年12月29日 「CSA」（SAILOR Q2 / セーラームーン）
- 1995年8月18日 「ターボ意味無し」（SAILOR Q2 / セーラームーン）
- 1995年12月30日 「BRAND NEW SEASON」（SAILOR Q2 / 新世紀エヴァンゲリオン）
- 1996年8月3日 「ノゾミ･カナエ･タマエ」（SAILOR Q2 / セーラームーン）
- 1996年8月3日 「674」（SAILOR Q2 / セーラームーンイラスト集）
- 1996年12月28日 「SFW」（SAILOR Q2 / セーラームーン）
- 2000年6月18日 「イジワルナ天使ヨ 世界ヲ笑エ！」（SAILOR Q2 / 新世紀エヴァンゲリオン）
- 2001年8月10日 「ノゾミのなくならない世界」（SAILOR Q2 / セーラームーン）
- 2002年8月9日 「BE MASTER OF LOVE」（SAILOR Q2 / ONE PIECE）
- 2003年8月15日 「ヒゲとボイン」（SAILOR Q2 / ONE PIECE）
- 2004年12月29日 「金銀パールベイビー」（BEAT-POP / ONE PIECE）
- 2004年12月29日 「Strawberry MIX」（BEAT-POP / いちご100%）
- 2005年3月21日 「PIECE OF CAKE 2」（SAILOR Q2 / うる星やつら）
- 2005年8月14日 「ラブタンバリン」（BEAT-POP / いちご100%）
- 2007年8月18日 「MONSTER」（BEAT-POP / 魔人探偵脳噛ネウロ）
- 2007年12月29日 「1000000人の少女 side☆」（SAILOR Q2 / セーラームーン）
- 2007年12月29日 「1000000人の少女 side♥」（SAILOR Q2 / セーラームーン）
- 2009年4月26日 「愛のバクダン」（SAILOR Q2 / 初恋限定。）
- 2009年08月16日 「PANIC ATTACK!」（SAILOR Q2 / よろず本）
- 2009年12月29日 「イジワルナ天使ヨ 世界ヲ笑エ！改」（SAILOR Q2 / 新世紀エヴァンゲリオン）
- 2010年3月21日 「ローレライ」（BEAT-POP / 君に届け）

### 作品詳細

#### The Great Escape
- 主人公の杉本あいが、豊満でエッチな身体と、無邪気さと天然ボケな性格で次々と男と性交渉をしてしまう、という内容のエロ・ラブコメディ。乳首が敏感で触られるとすぐに無抵抗になってしまう。「だめ、だめ」と言いつつしっかり股を開いてしまう所が読者に受けている。
- 単行本1巻の帯に書かれていた宣伝文句は「愛すべきヤリマン」であった。
- このシリーズは商業誌連載の他、同人誌でも定期的に新作が発表されている。
- ヒロインの「あいちゃん」は同人誌同梱の特典としてフィギュア化されている。
- コアマガジンの漫画雑誌『コミックメガミルク』で連載されていたが、2012年6月から、同社の『漫画ばんがいち』へ移ることとなった。

#### YOU AND ME MAKELOVE
- 近親相姦をテーマに相思相愛でありながらも、血縁者であるため公にできず二人の関係を知った者からインセスト・タブーをネタに脅迫やいじめを受けたり、気持ちを寄せる同級生にレイプされるなど苦悩するある兄妹2組、禁断的でアングラなあゆむ編ともちまえの明るさでラブコメ調の奈加編に分かれている。
- コミックマーケットの同人誌で出し続けて2012年12月に完結、あしかけ14年に渡る長編となった。